# باشگاه فوتبال اینداستریالز
اینداستریالز یک تیم فوتبال کوبایی است که در لیگ برتر کوبا بازی می‌کند و در هاوانا مستقر است. ورزشگاه خانگی آنها کامپو آرمادا است. این باشگاه یکی از اولین باشگاه‌های کشور است.